# جيت هوارد
جيت هوارد (ولد 14 سبتمبر 2003) هو لاعب كرة سلة أمريكي محترف لفريق أورلاندو ماجيك التابع للاتحاد الوطني لكرة السلة (NBA). يلعب دور حارس النقطة وحارس الرماية للكلية والدوري الاميركي للمحترفين. لعب موسم 2022–23 لصالح ميشيغان . وهو ابن بطل NCAA جميع الامريكيينلسابق والدوري الاميركي للمحترفين كل النجوم الدوري الاميركي للمحترفين جوان هوارد ( مدربه في ميشيغان ) ولديه ثلاثة أشقاء أكبر منه يلعبون أو يلعبون كرة السلة الجامعية في القسم الأول من NCAA .
في المدرسة الثانوية، فاز ببطولة ولاية فلوريدا الثانوية لألعاب القوى (FHSSA) فئة 5A كطالب جديد في مدرسة جامعة NSU . عندما كان صغيراً انتقل إلى أكاديمية آي إم جي ، حيث وصل الفريق إلى النهائي الرابع على المستوى الوطني في المدرسة الثانوية. لقد كان حاصلا كلا من ماركة جوردان كلاسيك ومشاركًا/مكرمًا في Iverson Roundball Classic.

## مهنة المدرسة الثانوية

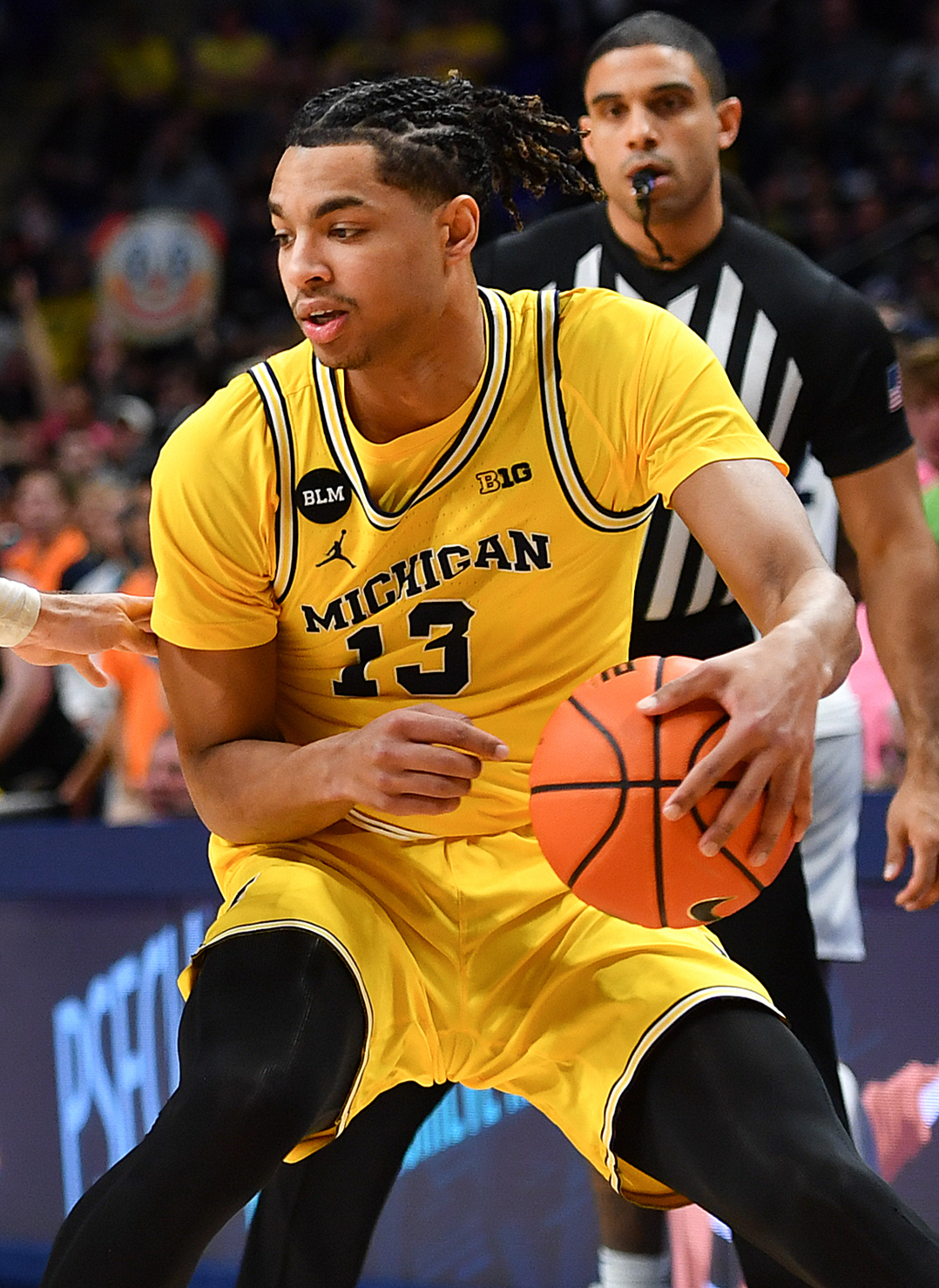
هوارد مع ميشيغان في عام 2023

التحق جيت هوارد بمدرسة جامعة NSU لموسميه الأول والثاني من 2018 إلى 2020، قبل أن ينتقل إلى أكاديمية آي إم جي لموسميه  والكبير من 2020 إلى  لعب شقيقه جيس معه مواسمه الصغيرة والكبيرة في جامعة NSU من 2018 إلى 2020  نجح فريق الجامعة 2018–19، والذي ضم فيرنون كاري جونيور وسكوتي بارنز وتايلور هندريكس بالإضافة إلى الأخوين هوارد، في الدفاع عن بطولةولاية FHSAA فئة 5A بفوزه على مدرسة أندرو جاكسون الثانوية ، على الرغم من تهميش كاري للبطولة. لعبة.   شارك هوارد في 3 معسكرات صغيرة للمنتخب الوطني لكرة السلة للناشئين بالإضافة إلى معسكر تدريبي للمنتخب الوطني الأمريكي تحت 16 سنة في عامي 2018 و2019 
في IMG، يلتزم هوارد وزملاؤه جادن برادلي و ميشيغان ولفيرين بذهاب موسى دياباتي إلى الدور نصف النهائي الوطني لـ Geico لعام 2021 حيث خسروا أمام اكاديمية شروق الشمس المسيحية. على الرغم من الخسارة، وصف بول بيانكاردي من ESPN هوارد بأنه "أفضل مطلق النار على الأرض".  مع زملائه في الفريق كيونتي جورج و Jarace Walker ، خسر Howard و IMG الدور نصف النهائي الوطني لعام 2022 أمام أكاديمية مونتفيردي بقيادة داريق وايتهيد . 

### توظيف
على الرغم من وجود مدرب رئيسي لكرة السلة في الكلية ( جوان هوارد ) لأب، فقد دفع من أجل عملية تجنيد عادية.  تلقى هوارد العديد من العروض من مدارس المؤتمرات الكبرى، بما في ذلك أربع مدارس SEC ( فلوريدا وتينيسي وفاندربيلت و LSU ) بالإضافة إلى ميشيغان وجورج تاون وولاية نورث كارولاينا .  زار هوارد ولاية تينيسي في سبتمبر 2021 وكاد أن يلتزم بها.   وكانت دائرته الداخلية في اتخاذ قراره تضم والدته وخالته، اللتين كانتا ترافقانه في زياراته المدرسية،  على عكس والده الذي كان ينافسه على التزامه.  في 13 أكتوبر 2021، التزم هوارد باللعب مع والده ومع شقيقه جيس لفريق كرة السلة للرجال في ميشيغان ولفرينز .    في 13 نوفمبر 2021، وقع هوارد وأعضاء آخرون من دفعة 2022 في ميشيغان (جريج جلين، ودوج ماكدانيال، وتاريس ريد جونيور) على خطابات النوايا الوطنية . 